# Комитет по делам царства Польского

Царство Польское в 1863 году

Комитет по делам царства Польского (1864—1881) был учреждён установлением 25 февраля 1864 года (гласным сделан был именным указом 1 декабря 1866 года) в качестве высшего совещательного органа при российском императоре для обсуждения реформ в царстве Польском.
Стал  высшим исполнительным органом дел в целом по царству. Председательствовал в комитете в тех случаях, когда он не созывался в личном присутствии императора, князь П. П. Гагарин (до 1872); членами его назначены были граф Панин, Чевкин, граф Валуев, генерал-адъютант Зеленой и Н. А. Милютин; последний считался непременным членом комитета по званию главного начальника собственной императорской канцелярии по делам царства Польского. При комитете также была образована особая канцелярия, под ведением управляющего делами комитетом (возглавил её С. М. Жуковский). В 1871 году, при упразднении в царстве Польском учредительного комитета, министрам было предписано вносить в подлежащих случаях в комитет и дела по спорам о пределах власти между административными и судебными местами и между сими последними и духовными властями. 
Комитет по делам царства Польского был упразднён 29 мая 1881 года; функции его перешли к комитету министров.